# Aibiki-gawa
Le fleuve Aibiki (相引川, Aibiki-gawa) est un cours d'eau traversant la ville de Takamatsu, dans la préfecture de Kagawa au Japon.
Ce fleuve, d'une longueur de 5 km, relie les deux extrémités sud du quartier d'Yashima, au nord de la ville de Takamatsu, ce qui fait de ce quartier une île.

## Hydronymie
Le nom de ce fleuve est composé des deux sinogrammes « 相 » et « 引 » qui signifient respectivement « mutuellement » et « tirer la corde à soi ». Ce nom évoque le tir à la corde. En effet, lorsque la mer intérieure de Seto se retire, à marée basse, l'eau du fleuve, à sa source et à son embouchure, s'écoule dans des sens opposés et centrifuges.